# Obaba
Obaba ist ein spanischer Spielfilm des Regisseurs Montxo Armendáriz, dem der Roman Obabakoak des baskischen Autors Bernardo Atxaga zugrunde liegt. Der Film handelt vom Mystischen, von der Suche nach dem Unbekannten und von den unaussprechbaren Dingen. Langtitel ist Obaba – Das Dorf der grünen Eidechse.

## Handlung
Die Kunststudentin Lourdes unternimmt eine Reise nach Obaba, um dort mit Hilfe ihrer Kamera die Realität Obabas zu erfassen. Doch die Welt Obabas entpuppt sich als ganz anders als erwartet. Für die Einwohner Obabas ist die Vergangenheit ein stetiger Begleiter, vor dem sie nicht flüchten. Mit Hilfe der Bewohner Obabas taucht Lourdes mehr und mehr in die Geschichte Obabas ein. Dabei lernt sie Miguel kennen, der ihr diese Welt, die in großem Kontrast zu ihrem bisherigen Leben steht, näher bringt.

## Kritik
„Ein Film zum in Spanien aktuellen Trend der filmischen memoria", der Aufarbeitung gesellschaftlicher Verkrustungen der Franco-Diktatur; zugleich die Adaption eines baskischen Bestellers, das den einsetzenden Dialog mit dem Baskenland signalisiert. Trotz beachtlicher Schauspielerleistungen krankt der Film an der manieriert-prätentiösen Inszenierung sowie an mangelnder atmosphärischer und dramaturgischer Dichte.“

## Auszeichnungen
- Goya in der Kategorie Bester Ton, 10 Nominierungen.